# Caiana
Caiana là một đô thị thuộc bang Minas Gerais, Brasil. Đô thị này có diện tích 106,513 km², dân số năm 2007 là 4537 người, mật độ 39,5 người/km².